# マリー・コレリ

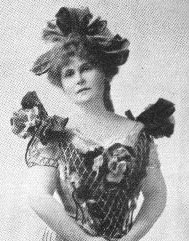
マリー・コレリ

マリー・コレリ（Marie Corelli、1855年5月1日 - 1924年4月21日）は、英国の小説家。『ヴェンデッタ』などで知られる。

## 概略
詩人チャールズ・マッケイと女中エリザベス・ミルズの間の娘としてロンドンに生まれる。本名メアリー・マッケイ (Mary Mackay) 。1866年にパリの修道院へ送られるが、1870年にロンドンへ戻る。はじめピアニストとしてメアリー・コレッリの名でリサイタルを開いていたが、1866年にフィクション『二つの世界のロマンス』を刊行、のちコレリの小説はウィンストン・チャーチルや王族がコレクションするようになる。
批評家からは通俗作家として批判された。コレリはキリスト教と、生まれ変わり、占星術などとの調和を考えており、死去まで作家として絶大な人気を誇った。代表作『復讐』（ヴェンデッタ）は日本で翻訳された上、江戸川乱歩の『白髪鬼』のネタ本となった。

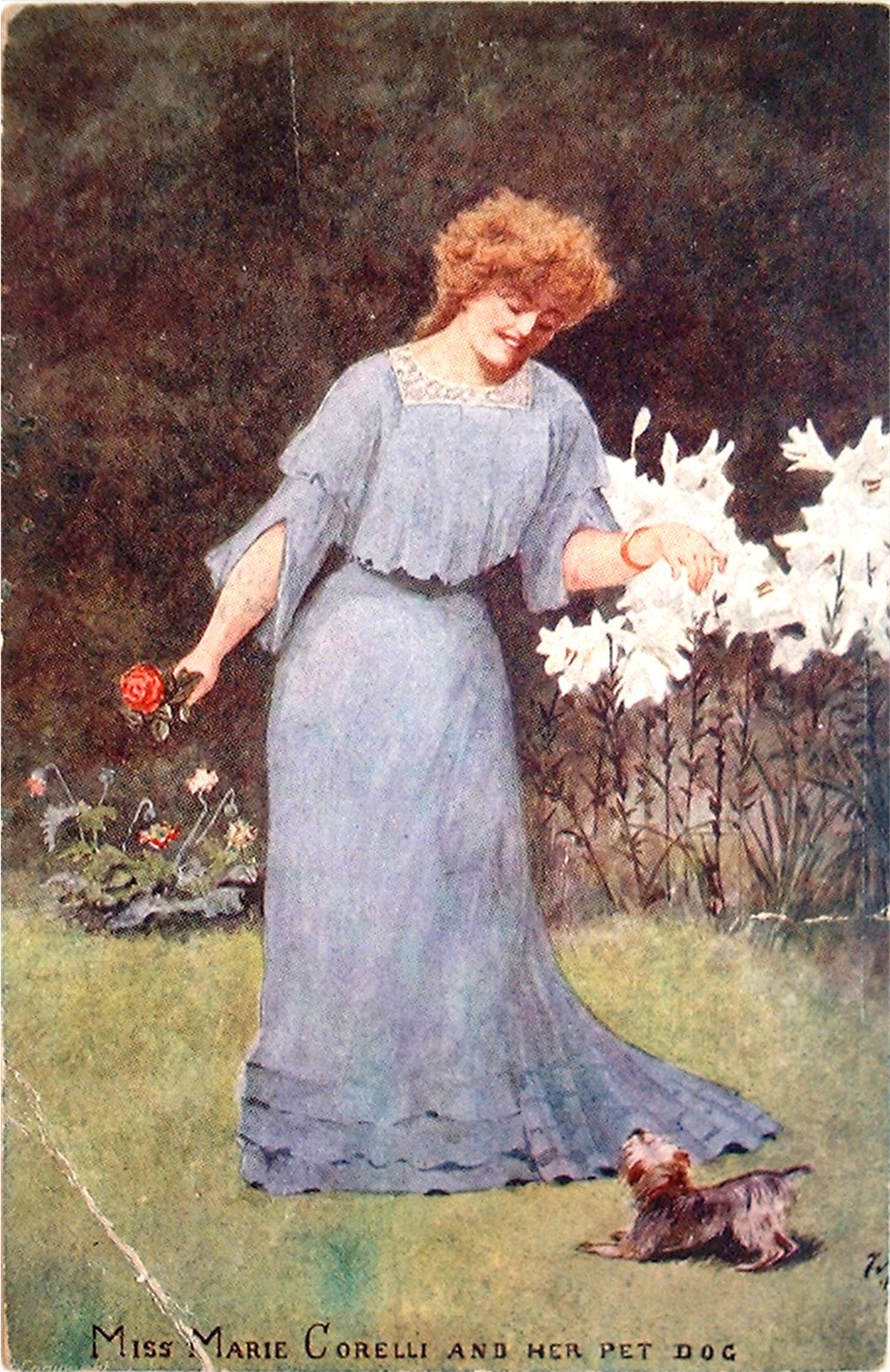
マリー・コレリと愛犬

## 日本語訳
- 『万能の微分子 一名・内心のさけび』メリー・コレリ著、ポベドノスツエフ露訳、三井道朗 重訳、正教会事務所、1914年
- 『愛のリオネル 小説 一名・内心のさけび』メリー・コレリ著、鈴木透 訳. 潮文社、1923年
- 『ヴエンデツタ』コレリ著 千葉亀雄訳 世界大衆文学全集 第65巻 改造社、1931年
- 『復讐（ヴェンデッタ）』マリー・コレリ著、平井呈一訳、東京創元社　世界大ロマン全集、1957年
- 『二つの世界のロマンス』マリー・コレリー著、尾高樹良 訳、東明社、1993年